# ヴィルヌーヴ＝サン＝ジョルジュ
ヴィルヌーヴ＝サン＝ジョルジュ （Villeneuve-Saint-Georges）は、フランス、イル＝ド＝フランス地域圏、ヴァル＝ド＝マルヌ県のコミューン。

## 地理
ヴィルヌーヴは、パリの南約16km、セーヌ川とイエール川の合流地点にある。セーヌ川は、西隣のコミューン、ヴィルヌーヴ＝ル＝ロワとの境となっている。

## 交通
パリとリヨン、マルセイユを結ぶ鉄道路線と環状路線グランド・サンチュールが交差している。ヨーロッパ有数の広い操車場があり、またTGVや機関車の車両基地もある。その他、RER D線の駅であるヴィルヌーヴ＝トリアージュ駅、ヴィルヌーヴ＝サン＝ジョルジュ駅がある。

## 姉妹都市
- コルンヴェストハイム、ドイツ
- イーストリー、イギリス

## 出身者
- セシル・デュフロ：政治家
- ジャック・ファティ：サッカー選手
- リカルド・ファティ：サッカー選手
- ヨアン・グフラン：サッカー選手
- メディ・タウィル：サッカー選手
- ティエリ・ラコン：サッカー選手
- ジェレミー・コロ：フィギュアスケート選手
- パトリック・プルー：医療ジャーナリスト